# Pat Thompson
Patrick „Pat“ Thompson (* 16. Januar 1972 in Fall River, Nova Scotia) ist ein ehemaliger kanadischer Eishockeyspieler.

## Karriere
Pat Thompson begann seine Karriere als Eishockeyspieler an der Brown University, für deren Mannschaft er von 1991 bis 1995 aktiv war. In 107 Partien für die Brown University gelangen Thompson 20 Scorerpunkte. Während des NHL Supplemental Draft 1993 wurde er in der ersten Runde an fünfter Position von den Mighty Ducks of Anaheim ausgewählt, bei denen er allerdings nie spielte und den Sprung in die NHL nicht schaffte. Im Jahr 1996 wechselte der Verteidiger zu Kärpät Oulu in die zweite finnische Liga. Nach 18 Spielen und zwei Punkten gab ihn der Verein an Lukko Rauma ab. Dort bestritt er 26 Spiele in der SM-liiga. Nachdem sein Vertrag bei den Finnen ausgelaufen war und nicht verlängert worden war, kehrte er zurück in die Vereinigten Staaten.
Thompson schloss sich den Columbus Chill, einem Verein aus der East Coast Hockey League, an. Der Abwehrspieler lief in 31 Partien für die Columbus Chill aufs Eis, in denen er fünf Punkte erzielte. Daraufhin nahmen ihn die Mighty Ducks of Anaheim unter Vertrag. Pat Thompson wurde aber direkt ins Farmteam zu den Cincinnati Mighty Ducks abgegeben. In der American Hockey League absolvierte er 21 Spiele und sammelte drei Scorerpunkte.
Die Ducks waren daraufhin nicht an einer weiteren Zusammenarbeit interessiert und der Kanadier wechselte daraufhin nach Deutschland zum SC Riessersee in die 2. Eishockey-Bundesliga. Es gelang ihm die beste Spielzeit seiner Karriere. Er lief in 57 Partien aufs Eis, erzielte sechs Tore und sammelte insgesamt 14 Scorerpunkte für den SC Riessersee. In der Saison 1999/2000 wechselte er zum Abschluss seiner Karriere noch einmal den Verein und absolvierte insgesamt 40 Spiele für den CE Wien. Im Alter von 28 Jahren beendete Pat Thompson seine aktive Karriere.

## Erfolge und Auszeichnungen
- 1996 Spengler-Cup-Gewinn mit dem Team Canada